# كأس القارات لكرة السلة 2017
كأس القارات لكرة السلة 2017 هو الموسم 26 من كأس القارات لكرة السلة. أشرف على تنظيمه الاتحاد الدولي لكرة السلة، وفاز فيه كانارياس لكرة السلة.